# Mysmenopsis cidrelicola
Mysmenopsis cidrelicola är en spindelart som först beskrevs av Simon 1895.  Mysmenopsis cidrelicola ingår i släktet Mysmenopsis och familjen Mysmenidae.
Artens utbredningsområde är Venezuela. Inga underarter finns listade i Catalogue of Life.